# Ursula Raue
Ursula Raue (* 1943 in Gütersloh) ist eine deutsche Rechtsanwältin und Mediatorin. Von 1993 bis 1997 war sie Erste Vorsitzende des Deutschen Juristinnenbunds e.V. 1999 erhielt sie das Bundesverdienstkreuz, 2015 wurde sie zur Ehrenpräsidentin des Deutschen Juristinnenbundes ernannt.

## Leben und Wirken
Ursula Raue stammt aus Gütersloh, wo sie nach Abschluss der Schule zunächst eine Lehre zur Industriekauffrau absolvierte. Ihr Abitur machte sie auf dem zweiten Bildungsweg in Bielefeld. Anschließend studierte sie Jura an der Freien Universität Berlin und absolvierte dort auch beide Staatsexamina. 1972 verbrachte sie die Wahlstation ihres Referendariats in Brüssel bei der Europäischen Kommission. Im Zeitraum von 1975 bis 1977 war sie als Referentin für Kultur, Schulen und Wissenschaft im Abgeordnetenhaus von Berlin tätig. Seit 1977 ist sie Rechtsanwältin in Berlin. In ihrer inzwischen geschiedenen Ehe mit dem Rechtsanwalt und Kulturmanager Peter Raue wurden 1976 eine Tochter, 1978 ein Sohn geboren. Sie ist ausgebildete Mediatorin. Von 1999 bis 2007 war sie Geschäftsführerin des Landesverbands Berlin im Deutschen Bühnenverein. Von 2007 bis 2014 war sie Beauftragte des Jesuitenordens für Fälle sexuellen Missbrauchs.
Seit 1983 ist sie Mitglied im Deutschen Juristinnenbund e.V. (djb). Im selben Jahr gründete sie zusammen mit 14 weiteren Berliner Juristinnen die Untergruppe Berlin des djb, deren erste bzw. zweite Vorsitzende sie bis 1992 war. Von 1989 bis 1999 war sie Mitglied im Bundesvorstand des djb, 1993–1997 als dessen Präsidentin, die damals noch „Erste Vorsitzende“ genannt wurde. Im Jahr 2015 wurde sie zur Ehrenpräsidentin des djb ernannt. Von 2003 bis heute war sie zunächst Präsidentin und dann Vizepräsidentin von Innocence in Danger e.V. Deutschland.
Den Verein Freunde von Sonnenuhr mit dem Integrations-Theater RambaZamba hat sie seit den frühen 1990er Jahren beraten und unterstützt. Im Jahr 1999 wurde Ursula Raue das Bundesverdienstkreuz verliehen.
Sie war zudem Mitglied des Kuratoriums der Freien Universität Berlin sowie der Europäischen Akademie für Frauen in Politik und Wirtschaft (EAF) und viele Jahre im Vorstand des Vereins der Freunde der Hebräischen Universität in Deutschland. 2013 ernannte die Hebräische Universität in Jerusalem sie zum Ehrenmitglied des dortigen Board of Governors. Aktuell ist sie stellvertretende Vorsitzende im Stiftungsrat der Bürgerstiftung Berlin. Bis heute ist sie Mitglied in verschiedenen Freundesvereinen wie Freunde der Nationalgalerie, des Maxim-Gorki-Theaters, des Deutschen Theaters sowie des Heimathafen Neukölln.